# City Boy

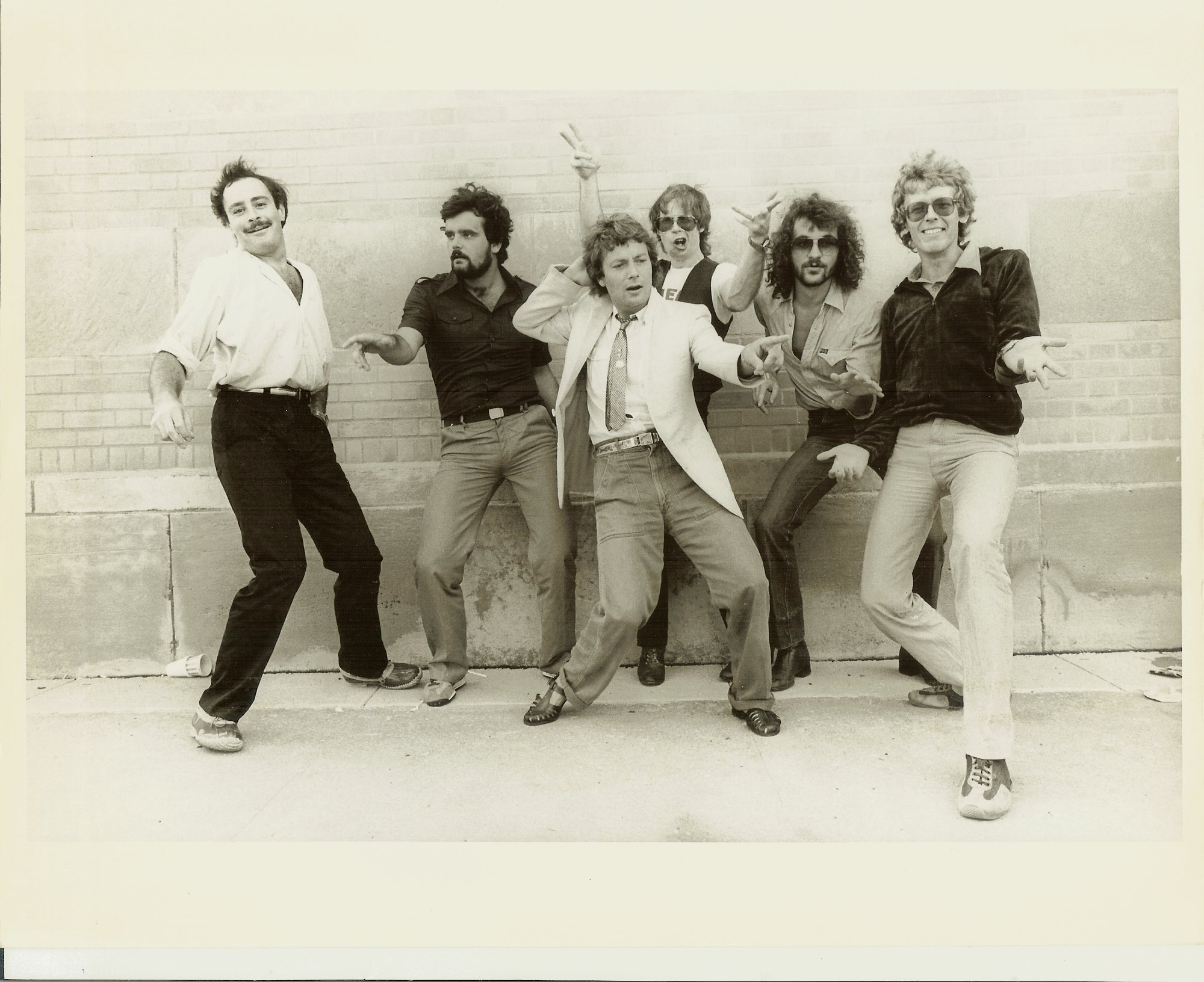
Kapela City Boy - Chris Dunn (baskytara), Lol Mason (hlavní zpěvák), Steve Broughton (kytara,zpěv), Roy Ward (bicí), Mike Slamer (kytara, basa), Max Thomas (klávesy,kytara)

City Boy byla anglická rocková skupina hrající starou vlnu anglického rocku. Kapela vznikla v roce 1974 a do roku 1981, kdy se rozpadla, stihla nahrát celkem 7 alb. Mezi jejich nejpopulárnější skladby patřily 5.7.0.5. a The Day The Earth Caught Fire (Den, kdy Země vzplanula).

## Diskografie
- City Boy (1976) U.S. #177
- Dinner at the Ritz (1976) U.S. #170
- Young Men Gone West (1977) U.S. #207
- Book Early (1978) U.S. #115
- The Day The Earth Caught Fire (1979)
- Heads Are Rolling (1980)
- It's Personal (1981)

## Singly
- The Day The Earth Caught Fire (1979)